# Миргородський ліцей імені Т. Г. Шевченка
Миргородський ліцей імені Т. Г. Шевченка Миргородської міської ради Полтавської області — середній навчальний заклад у Миргороді Полтавської області. Член Всеукраїнської асоціації навчальних закладів нового типу.

## Історія
Історія ліцею бере початок з 1937 року, коли відкрилася у Миргороді семирічна школа з російською мовою навчання. Вона знаходилася в спальних приміщеннях теперішньої школи-інтернату для дітей із вадами слуху. Навчалося 107 учнів. Першим директором був призначений Остапенко Федір Семенович.
У 1938 для закладу було побудоване нове приміщення по вулиці Гоголя, 90. Відтоді стала школою № 6. У 1939 році присвоєно ім'я Т. Г. Шевченка. Директором призначений Мальчевський Іван Іванович. Під час Другої світової війни школа не працювала, а у її приміщенні було розміщено військовий госпіталь.
У повоєнні роки вводиться профільне навчання, працюють хоровий, спортивний та стрілецький гуртки.
З 1988 починає експлуатуватися новий корпус школи.
Після проголошення незалежності України школа стає навчально-виховним комплексом, а з 1995 — гімназією.
У 1998 році заклад долучився до Всеукраїнської експериментальної програми по введенню інноваційної системи корекційно-виховної роботи «Психолого-педагогічне проектування соціального розвитку особистості учнів», у якій брав участь протягом 10 років.
У 1999 році гімназія стала першим середнім закладом у Миргороді, де було підключено мережу Інтернет.
Станом на 2015 рік тут навчалося 813 учнів.
До 200-річчя з Дня народження Т. Г. Шевченка було відкрито Музейну кімнату. Працює Наукове товариство МАН «Інтелектуал».
16 серпня 2022 року гімназія була перейменована у ліцей.
У різні роки директорами були: Ю. Б. Білоцерківський, М. Ф. Шматкова, Ф. М. Локай, М. І. Коваленко, В. Т. Казік, М. І. Опацький, А. В. Радько, О. Г. Аршинніков. Нині ліцей очолює Шевченко Ірина Вадимівна.